# دی‌جی پال
دی‌جی پال (انگلیسی: DJ Paul؛ زادهٔ ۱۲ ژانویهٔ ۱۹۷۵) دی‌جی، خوانندهٔ رپ، تهیه‌کننده موسیقی و ترانه‌سرای اهل ایالات متحده آمریکا است.
او در سال ۲۰۰۵ میلادی بابت ساخت ترانه‌ای از فیلم شتاب و طغیان، برندهٔ جایزه اسکار بهترین ترانه شد.